# Cornelis de Jode

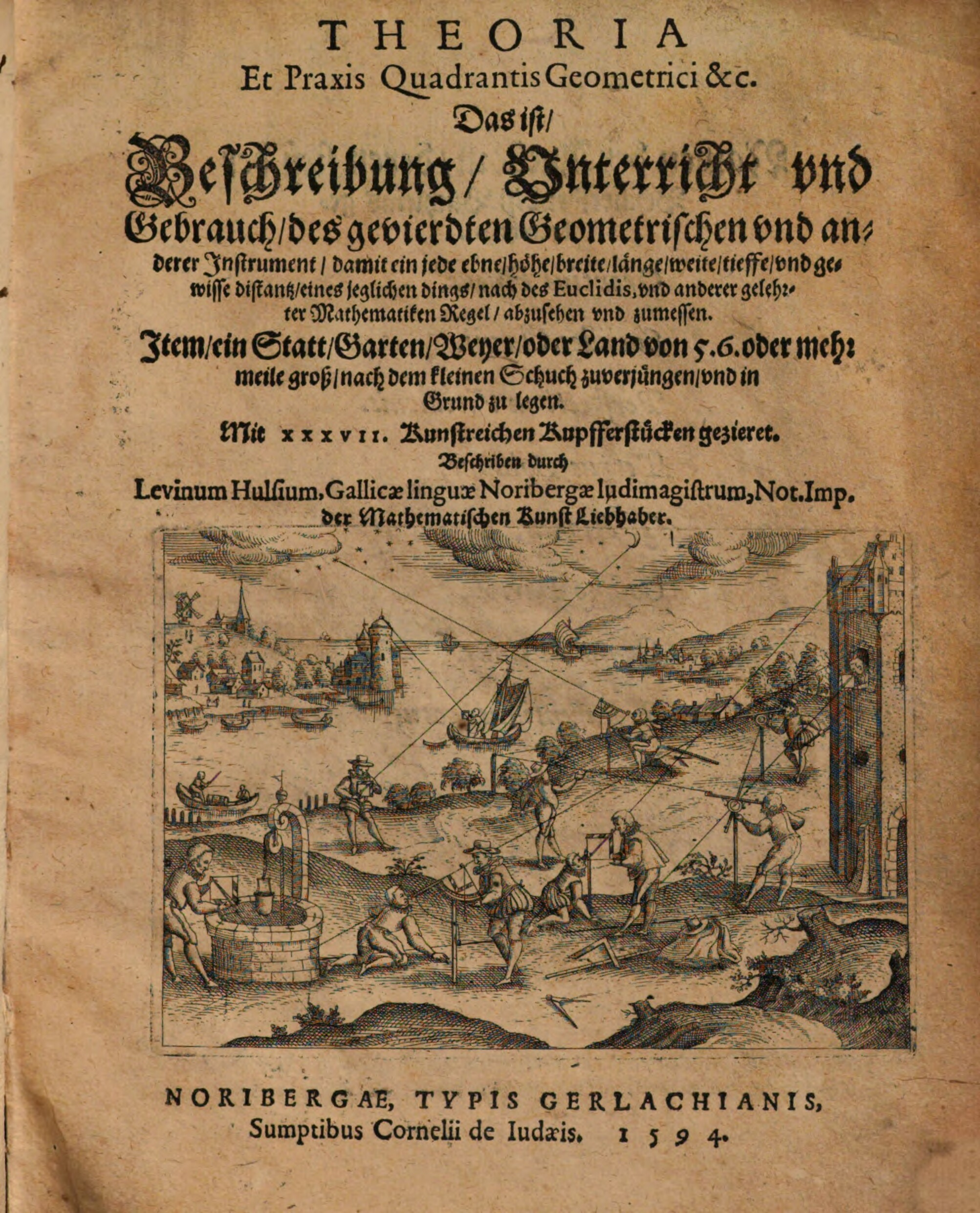
Titelkupfer de Jodes Schrift Theoria Et Praxis Quadrantis Geometrici aus dem Jahr 1594

Cornelis de Jode (auch: Cornelius de Iudaeis, * 1568 in Antwerpen; † 17. Oktober 1600 in Mons) war ein niederländischer Kartograph, Kupferstecher und Verleger.

## Leben
Cornelis de Jode wurde im Jahr 1568 als Sohn des angesehenen Antwerpener Druckers und Kartographen Gerard de Jode (1509–1591) geboren. Als Cornelis zehn Jahre alt war, veröffentlichte sein Vater den Atlas Speculum Orbis Terrarum (dt. Spiegel der Welt). Gerard de Jodes Werk konkurrierte mit dem Theatrum Orbis Terrarum von Abraham Ortelius, das heute gemeinhin als der erste Atlas im modernen Sinne gilt. Trotz der Qualität von Gerard de Jodes Karten konnte sich sein Werk nicht durchsetzen, da Ortelius den Markt für Atlanten schon besetzt hatte.

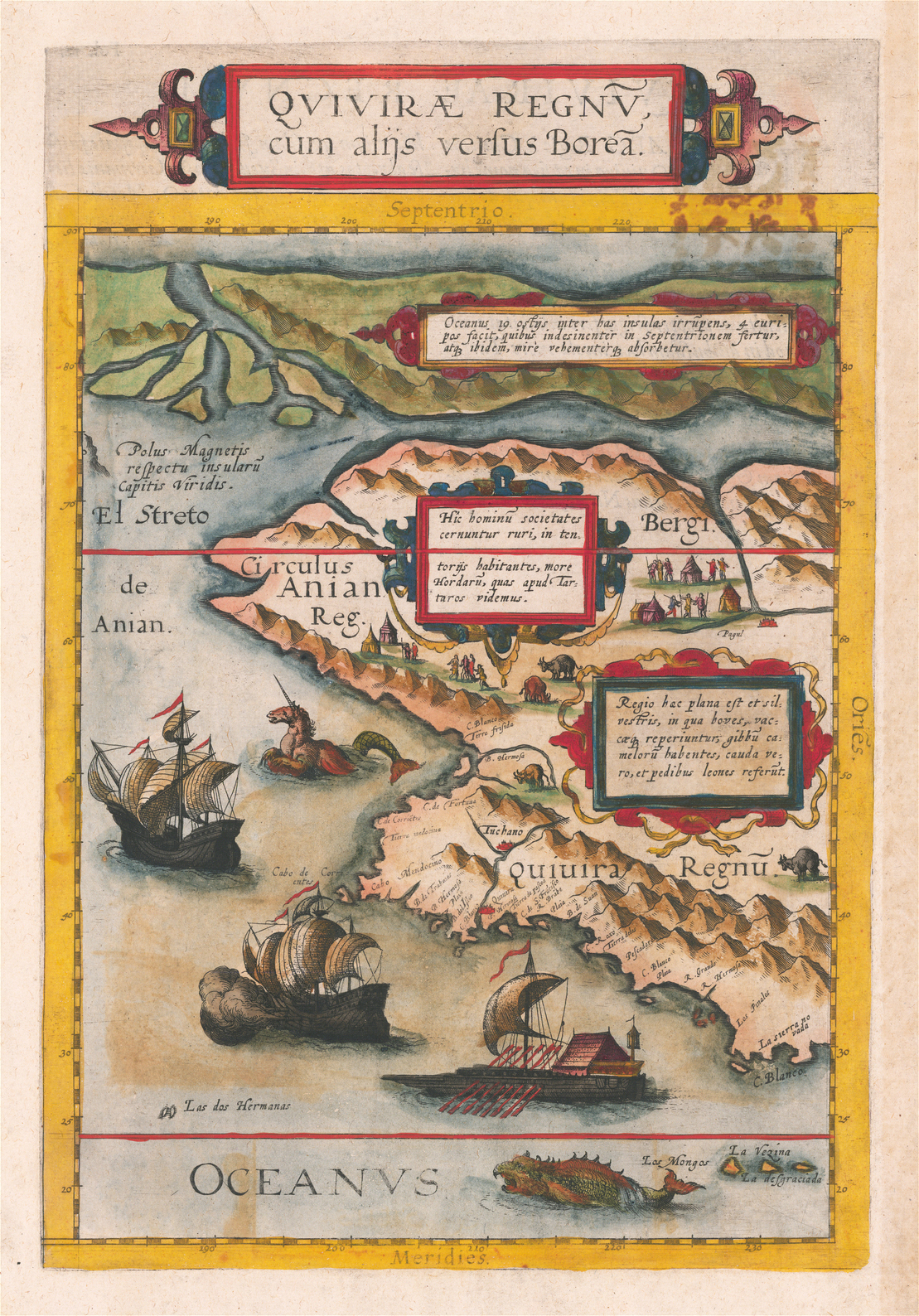
Karte Quiviræ Regnum cum aliis versus Boream aus dem 1593 veröffentlichten Atlas Speculum Orbis Terræ. Die Karte gehört zu den frühesten Darstellungen der nordamerikanischen Westküste und beruht auf einer 1592 veröffentlichten Weltkarte von Petrus Plancius.

Nach dem Tod seines Vaters setzte Cornelis dessen Arbeit an einer erweiterten Neuausgabe des Atlas fort. Diese wurde im Jahr 1593 unter dem im Vergleich zu ihrem Vorgänger leicht abgeänderten Titel Speculum Orbis Terræ veröffentlicht. Für die Neuausgabe übernahm Cornelis 50 der insgesamt 64 Karten der Ausgabe seines Vaters aus dem Jahr 1578 und ergänzte diese um neue Karten, wie etwa denjenigen zu China und zu Teilen Amerikas. Cornelis de Jodes Speculum Orbis Terræ war kommerziell ebenso wenig erfolgreich wie das Vorgängerwerk seines Vaters. Van Duzer und Beck führen dies auf den Umstand zurück, dass Ortelius’ Theatrum Orbis Terrarum 1793 bereits auf Niederländisch, Deutsch, Französisch und Italienisch verfügbar war.
Als Cornelis de Jode im Alter von 32 Jahren starb, kaufte der Antwerpener Verleger Joan Baptista Vrients die Druckplatten des Speculum Orbis Terræ aus de Jodes Nachlass. Da Vrients zuvor bereits die Druckplatten von Ortelius’ Theatrum Orbis Terrarum erworben hatte und de Jodes Speculum Orbis Terræ keine Neuauflagen erfuhr, ist davon auszugehen, dass Vrients de Jodes Druckplatten allein mit dem Ziel kaufte, sich einer unerwünschten Konkurrenz zu Ortelius’ Atlas zu entledigen.

## Werke
- Speculum Orbis Terræ, Antwerpen 1593 (Digitalisierte Vollausgabe aus dem Bestand der Stanford University)
- Theoria Et Praxis Quadrantis Geometrici &c. Das ist Beschreibung, Unterricht und Gebrauch des gevierdten Geometrischen und anderer Instrument […], Nürnberg 1594 (Digitalisierte Vollausgabe der Österreichischen Nationalbibliothek)